# ريكاردو كرم
ريكاردو كرم، إعلامي، ومحاور، ومنتج، وكاتب لبناني، وصاحب مبادرات يتقن فنّ الخطاب العام. اشتهر بحواراته مع كبار العالمين العربي والغربي. جسّد خلال ما أنتجه وقدّمه من برامج ووثائقيات ومبادرات ثقافية، حرية التعبير والانفتاح والالتزام بتحفيز الشباب العربي على التفوّق والريادة. أسّس شركة «ر.ك. للإنتاج» التي تتولّى إنتاج برامجه الحوارية وأفلامه الوثائقية، بالإضافة إلى منصّة «بيكوم» التي تهدف إلى مرافقة الشخصيات العامة والمدراء التنفيذيين الراغبين في تطوير وتحسين أدائهم العام. أنشأ مؤسسة «تكريم» التي تهدف إلى تسليط الضوء على التميّز العربي في مجالات مختلفة، بالإضافة إلى منتدى «تاك مايندز» الذي يسعى إلى مدّ الجسور بين صنّاع التغيير والمواهب الناشئة. في مرحلة ثانية، أسّس "تكريم أميركا" لتوثيق الروابط بين الأميركيين العرب وجذورهم، من خلال توحيد قواهم مع الشباب في وطنهم الأم، بهدف خلق البيئة الملائمة والديناميات اللازمة لإحداث التغيير المنشود.

## السيرة المهنية
أدخله شغفه بالموسيقى عالم الإعلام حيث كانت البداية في الإذاعة باللغة الفرنسية وهو لا يزال في الثامنة عشرة من العمر. حاز على إجازة في الهندسة الكيميائية وعلى ماجستير في إدارة الأعمال، إلا أنّ العمل الإذاعي قاده باتجاهٍ آخر، ففتحت أمامه أبواب الإعلام المرئي وكانت أولى إطلالاته التلفزيونية عام 1992، ليصبح لاحقاً أحد أبرز الإعلاميين وليضطلع بأدوارٍ ثلاث طبعت مسيرته المهنية، كشاهد ومحفّز ومعبّد لجسور التواصل بين الفكر العربي والعالم. انفرد بمحاورة أبرز الشخصيات العربية والعالمية المؤثّرة التي صنعت بإنجازاتها حاضرنا هذا، من أمثال الدالاي لاما، فرح ديبا بهلوي، بيل غيتس، لوتشيانو بافاروتي، فالنتينو، أندريه أغاسي وزها حديد فلُقّب بـ «محاور الكبار».
أنتج ريكاردو كرم أيضاً أفلام وثائقية وبرامج حوارية وبرامج منوّعة باللغات العربية، الإنكليزية والفرنسية. كما نشر ريكاردو كرم كتابين، الأول بعنوان «حاورتهم» صدر في عام 2000، وتناول أبرز المقابلات التي سبق وأجراها مع أمثال خوسيه كاريراس، وألبير دو موناكو، وشارل أزنافور، وكوفي عنان، وعمر الشريف وكثيرين ممن طبعوا بأعمالهم القرن العشرين. أما كتابه الثاني، فقد صدر عام 2005، بعنوان «باريس اللبنانية»، وهو يؤرخ حياة الجالية اللبنانية في العاصمة الفرنسية خلال ثلاثين عاماً على خلفية الحرب اللبنانية.
يدير كرم ندوات ومنتديات ثقافية، وإقتصادية وإعلامية في لبنان وفي الخارج. وشارك كمتحدّث ومحاور في مؤتمرات أقيمت في بلدان مختلفة. يعمل كرم بشكل دؤوب لدعم المؤسسات الأكاديمية والمنظّمات غير الحكومية في تحقيق أهدافها من خلال تسخير خبرته وشبكة علاقاته.
لم يحجب خبرات حياته عن الرأي العام، بل تميّز بإشراك الرأي العام بها، في سبيل مساندة الآخرين. ففي سبتمبر عام 2014، شُخصّت طبياً إصابة نديم، نجل ريكاردو كرم الثاني، بسرطان الدم «اللوكيميا» وهو في سنّ الثالثة من عمره من دون أن يسبق هذا التشخيص ظهور أي أعراض. هو اختبارٌ قاسٍ جداً مرّ فيه تبعتهُ محطّات طبيّة ونفسية صعبة وتجارب ومطبّات مرّ فيها كرم برهنت عن قوّة عزيمة واتحّاد العائلة والأهل في مواجهة تبعات الإصابة على الجميع. حازت قصة نديم على اهتمام وسائل الإعلام من خلال رسائل الدعم والصلوات والأدعية التي أقيمت طلباً لشفائه في جميع أنحاء المنطقة. قصّة نديم، وما أحيط بها من سمات إنسانية وتعاضدية، عزّزت الأمل عند الكثيرين بأن لا شيء مستحيل وأنّ في الإيمان والتضافر قوّة. وفي عام 2021، اختير ريكاردو كرم من قبل «معهد الصحة العالمية» في الجامعة الأميركية في بيروت سفيراً للحملة السنوية لمرض السرطان نظراً لتعايشه مع المرض.
من جانب آخر، عبّر كرم تكراراً عن رأيه في قضايا وأمور تتراوح من النزاعات الدولية إلى الرعاية الصحية وحقوق الإنسان والعدالة الاجتماعية والمساواة والإنصاف في المحاكمات. في يونيو عام 2017، توفيّت فرح القصّاب، في ظروفٍ مشكوك فيها، خلال إجراء جراحة تجميلية في لبنان. وفرح هي ابنة رجل الأعمال العراقي جواد القصّاب، صديق مقرّب جداً من كرم، وأمّ لولدين. ودفعت ظروف موتها كرم إلى تفعيل منصّات وسائل تواصله الاجتماعي في سبيل تحويل وفاتها إلى قضية رأي عام. فواجه المعلومات المغلوطة والاعلانات الكاذبة، وحذّر من المطبّات التي قد يقع فيها كثيرون، مشدّداً على أهميّة الحذر عند طلب الرعاية الصحيّة المناسبة.
وعندما تمّ إلقاء القبض على الرئيس التنفيذي السابق لتحالف رينو-نيسان-ميتسوبيشي اللبناني كارلوس غصن في اليابان عام 2018، شكّلت الإجراءات القانونية والإعلامية التي ترافقت مع هذه العملية سابقة لا مثيل لها. وكصحافي شاهد أرّخ صعود غصن طوال عقدين من الزمن من خلال سلسلة لقاءات حوارية أجراها معه، استخدم ريكاردو منصّاته في سبيل الدفاع عن حقّ غصن في محاكمة عادلة، وهو ما يفعله دائماً في القضايا الإنسانية التي تحتاج إلى صوتٍ عالٍ وتتطلّب التكاتف من أجل مناهضة العنف. وفي العام 2019، في خضمّ الجدال الذي تلا فرار غصن من معتقله وانتقاله إلى لبنان، وقف كرم كحليف قويّ مدافعاً عن غصن، وفي سبيل ذلك التقت كرم وسائل إعلام عالمية شتّى بينها: New York Times, ABC News, The Washington Post, The Guardian, BBC, CBC, CNBC, The Independent, WSJ, Euronews, TF1, France 2, France Info, France Inter, Europe 1, M6 TV, Japan Times, Kyodo TV, Nippon TV, Fuji TV وغيرها حيث ناقش معها آخر تطوّرات القضية وتبعاتها.
مع انتشار فيروس كورونا والتحوّل الرقمي، خاض كرم تجربة اللقاءات عبر النت محاوراً اللاعبين الأساسيين في التغيير الذين تميّزوا خلال هذه الفترة عبر منصة Zoom والتي انضمّ إليها جمهور محدّد قبل القيام بنشرها على منصّات وسائل التواصل الاجتماعي المختلفة.
نتيجة الأحداث الصعبة التي يعيشها لبنان منذ شهر أكتوبر 2019، حوّل ريكاردو كرم منصّاته الرقمية المختلفة إلى منبر إيجابي في وجه التدفّق السلبي للأخبار التي سيطرت على وسائل التواصل الاجتماعي. شارك جمهوره قصص نضال ومرونة بالإضافة إلى العديد من الرسائل التي تهدف إلى تحفيز الأمل والتغيير والإيجابية.
أبعد من كل ذلك، سعى للحفاظ على الحوار بدلاً من الهجوم. وفي هذا السياق، أجرى كرم مقابلة مع رئيس الجمهورية العماد ميشال عون بمناسبة الذكرى المئوية للبنان الكبير في الأول من سبتمبر 2020 في ظرفٍ صعب ومعقّد حيث أنّ قنوات الاتصال بين الأمة والرئاسة كانت قد تعرّضت لقطيعة منذ بداية الأزمة ووصلت إلى ذروتها مع انفجار مرفأ بيروت. وقد اتضح ذلك من خلال سيل الأسئلة والتعليقات التي وردت فور إعلان رئاسة الجمهورية عن المقابلة.
في عام 2020، انطلق ريكاردو كرم في رحلة إعلامية جديدة وأطلق سلسلة البودكاست الخاصة به «أحاديث مع ريكاردو كرم» كاشفاً النقاب عن مقابلات حصرية.
كرم هو وجه مؤثّر ومعروف على منصات التواصل الاجتماعي، حيث يشارك آراءاه ومواقفه كما مقتطفات من لقاءاته وخبراته العديدة مع جمهور بناه على مرّ السنين ومع محترفي الإعلام والطموحين على حد سواء.
كما شارك في الحملة الوطنية لمكافحة الفساد التي أطلقتها جامعة القديس يوسف وALDIC بدعم من الاتحاد الأوروبي في إطار مشروع ACT. نسخة محفوظة 12 فبراير 2021 على موقع واي باك مشين.
في نهاية عام ۲٠۲١ وبمناسبة مرور ١٠٠ عام على تأسيس الكلية الحربية اللبنانية، طُلب من ريكاردو كرم محاورة قادة الأجهزة الأمنية في لقاء تلفزيوني خاص من وحي المناسبة يهدف لترسيخ الوطنية في نفوس الشباب وشاباته في أصعب ظروف يمرّ فيها لبنان.
في العام 2023، يلتحق ريكاردو كرم بمجلس أمناء الجامعة الأميركية في بيروت بعد فوزه بانتخابات الجمعية الدولية للمتخرجين التي جرت في شهر أبريل.

## جوائز وشهادات تقدير
حاز ريكاردو على أوسمة وجوائز عدّة أبرزها: وسام الأرز الوطني من رتبة فارس عام 2022 ، وسام الثقافة والعلوم والفنون الفلسطيني – «مستوى التألق» عام 2021، وسام الاستحقاق الوطني الفرنسي من رتبة فارس عام 2016، جائزة مهرجان بيروت الدولي عام 2012، جائزة جمعية خريجي الجامعة اللبنانية الأميركية للإنجاز عام 2011، وفي العام نفسه جائزة مركز الشيخ إبراهيم بن محمد آل خليفة للثقافة والبحوث. في عام 2013، أدرجت مجلة «تايم آوت» إسمه ضمن لائحة «العشرة رجال الأكثر تأثيرا في بيروت»، وفي عام 2010 ضمن لائحة «الأربعين لبناني الأبرز في العاصمة».

## تكريم
الأحداث التي شهدها العالم في العقدين الأخيرين، والتي شوّهت صورة العالم العربي، دفعت ريكاردو كرم إلى البحث عن سبل لنقل صورة إيجابية عن العرب في سائر أنحاء العالم، ودحض تلك الصورة السلبية التي أُلصقت بهم. نتيجة ذلك، أنشأ مؤسسة «تكريم» عام 2009 التي تدعم وتسوّق قصص نجاح هؤلاء الذين يشكّلون قدوة في مجالات الخدمات الإنسانية، والفنون، والثقافة، والعلوم، والبيئة، والتعليم والأعمال.
وجوه عديدة وثقت بهذا المشروع فانضمّت إلى مجالس «تكريم» المختلفة أمثال الملكة نور الحسين، مارك لوفي، كارلوس غصن، الأخضر الإبراهيمي، حنان عشراوي، برهم صالح، ومي بنت محمد آل خليفة.

## تكريم أميركا
في العام 2019، أبصرت مؤسسة "تكريم أميركا" النور لربط العرب الأميركيين والمهاجرين من الشرق الأوسط بجذورهم، وتمكينهم من توحيد الجهود مع الشباب الصاعد في وطنهم الأم وجميع أولئك الذين يجسّدون دينامية لوضع المنطقة على الخارطة العالمية في سبيل إحداث التغيير المنشود.

## تاك مايندز
في عام 2018، أطلق ريكاردو كرم منتدى «تاك مايندز»، وهو عبارة عن مساحة تمكّن صنّاع التغيير من التفاعل ونسج خيوط غدٍ أفضل. تمّ إنشاء المنتدى هذا للإضاءة على التحديات المجتمعيّة والعقبات التي تواجه المواهب الناشئة ومحاولة التغلّب عليها بشكلٍ يومي. لم ينبثق «تاك مايندز» من «تكريم» فقط للاحتفاء بطاقات العالم العربي بل لتأمين منصّة لهم للتواصل، مدّ الجسور وإيجاد وسائل جديدة لخلق مجتمعات مستدامة للأجيال القادمة في العالم العربي.

## بيكوم
في عام 2021، أسّس «بيكوم» للتدريب على الخطابة العامة وهي منصّة تجمع ذوي الخبرة لتقديم المشورة والتوجيه لتطوير مهارات الخطاب العام والأداء والوظيفة. تعمل  «بيكوم» مع شخصيات عامة ومدراء تنفيذيين من خلال التدريب الشخصي أو الجماعي.

## نجوم تلمع أملاً
في عام 2023 أطلق ريكاردو كرم حفل أطلق عليه اسم (نجوم تلمع أملاً) "Shining Stars of Hope"، يهدف الحدث إلى جمع التبرعات في عيد الميلاد لدعم الممثلين اللبنانيين الذين يعيشون أوضاعاً اقتصاديةً صعبة. كما ساهمت هذه المبادرة التي أشرف عليها بشكل مباشر إلى تقديم مساعدات أساسية للفنانين الذين يواجهون تحديات في الصناعة الإبداعية اللبنانية. هذا ومن المفترض أن يصبح هذا الحدث سنوياً.

## بودكاست
على الرغم من لغة البودكاست الحديثة، بقي ريكاردو كرم وفياً للأسلوب اللذي اعتمده مع صنّاع التغيير وأصحاب قصص النجاح في عصرنا. كان ضيفه الأول الأمير الأردني علي بن الحسين، والذي أدلى بتصريحات جريئة أصبحت حديث الناس، اللقاءات اللاحقة ضمّت ضيوف مميّزين أمثال الأديب الفرنسي أمين معلوف والناشطة السياسية الفلسطينية حنان عشراوي والإعلامية بارعة علم الدين، كما استقبل كرم في هذا البودكاست الشاعرة والكاتبة والفنانة التشكيلية إيتيل عدنان، والإعلامية جيزيل خوري في آخر مقابلة لها قبل بضعة أسابيع من وفاتها. وخلال الحرب الفلسطينية الإسرائيلية 2023 حاور الناشطة الفلسطينية ليلى خالد، وغسان أبو ستة الطبيب الذي توجه إلى غزة لإنقاذ المصابين معرّضاً حياته للخطر.

## البرامج التلفزيونية
| اسم البرنامج       | دوره                         | معلومات عن البرنامج | قناة البث                      | العام       |
| طريق الأمل         | منتج ومقدّم                   | برنامج أسبوعي يبعثُ الأمل في نفوسِ الشباب والشابات في العالم العربي عبر إستعراض تجارب حيّة ومتنوعة، في مواضيعٍ شتى تحمل كل واحدة إشكالية إنسانية أو إجتماعية أو إقتصادية أو حياتية. مدة الحلقة 52 دقيقة.                                                     | قناة أبوظبي                    | 2019-2020   |
| الخطف مقابل الفدية | مقدّم وراوي                   | برنامج أسبوعي باللغة العربية حول تجارة الاختطاف مقابل الفدية يُدخل المشاهد في كل حلقة إلى عالم الخاطفين ودافعي الفدية الذين لديهم كل سبب لعدم الثقة بعضهم البعض. مدّة الحلقة 52 دقيقة.                                                                     | قناة الآن                      | 2017        |
| وجوه المدينة       | منتج وصاحب الفكرة            | برنامج أسبوعي باللغة العربية، يأخذ المشاهد في كل حلقة إلى إحدى مدن العالم، من خلال استضافته لـ 6 شخصيات تروي حكاياتها مع هذه المدينة، الأثر الذي تركته فيها، وحياتها ومساهماتها فيها. مدّة الحلقة 52 دقيقة.                                               | بي بي سي عربي/قناة أبوظبي      | 2016-2020   |
| مع ريكاردو كرم     | صاحب الفكرة، منتج ومقدّم      | برنامج حواري أسبوعي باللغة العربية، يستضيف شخصيات عربية مؤثرة أحدثت تغييرًا في مجتمعاتها في مجالات مختلفة، ويعرض معها قصص نجاحاتها ليستقي منها العِبر والخبرات التي راكمتها خلال حياتها المهنية والخاصة. مدّة الحلقة 52 دقيقة.                              | سي إن بي سي عربية/المستقبل/LBC | 2013-2020   |
| عراقيّون            | صاحب الفكرة، منتج ومقدّم      | في هذه السلسلة الحوارية الخاصة، استضاف ريكاردو كرم مجموعة من الشخصيات العراقية التي حقّقت نجاحات بارزة في مختلف أنحاء العالم وفي مجالات عدّة، رغم الحروب والأزمات التي ألمّت بالعراق والشتات الذي تعيشه. برنامج أسبوعي باللغة العربية، مدّة الحلقة 52 دقيقة. | السومرية                       | 2011- 2012  |
| حديث آخر           | صاحب الفكرة، منتج ومقدّم      | في "حديث آخر"، حرص ريكاردو كرم كما في برامجه الأخرى، على تسليط الضوء على إنجازات رائدة من مختلف دول العالم في مجالات تنوّعت بين العلوم والطب والأعمال والسياسة والخدمات الانسانية. مدّة الحلقة 52 دقيقة.                                                   | LBCI/LBC                       | 2009 -2011  |
| قصة لقاء           | صاحب الفكرة، منتج ومقدّم      | برنامج أسبوعيّ باللغة العربية، يروي فيه ريكاردو كرم قصص لقاءاته بمشاهير من مختلف أنحاء العالم. مدّة الحلقة 27 دقيقة. | السومرية                       | 2008 - 2009 |
| وراء الوجوه        | صاحب الفكرة، منتج ومقدّم      | برنامج أسبوعي يتألّف من لقاءات مع شخصيات عربية وعالمية، بلغات عدّة، إعتمد فيه ريكاردو كرم الأسلوب المعروف بـ "وجهًا لوجه" ليتمكّن من الغوص في أعماق ضيوفه وأفكارهم وحياتهم الخاصة ويكشف لجمهوره ما وراء تلك الوجوه. مدّة الحلقة 52 دقيقة.                     | المستقبل                       | 2003- 2008  |
| مرايا              | صاحب الفكرة، منتج منفّذ ومقدّم | برنامج حواريّ أسبوعيّ، ضمّ حوارات كشفت الكثير عن الحياة المهنية والخاصة لأكثر من 200 شخصية عربية وعالمية، من مختلف دول العالم. مدّة الحلقة 52 دقيقة. | MTV لبنان                      | 1996ـ 2000  |
| صور                | صاحب الفكرة ومنتج منفّذ       | برنامج وثائقي أسبوعيّ، باللغة العربية، عرض في كل حلقة منه لأسلوب حياة خمس شخصيات لبنانية. مدّة الحلقة 52 دقيقة. | MTV لبنان                      | 1995- 1996  |
| فوكوس              | صاحب الفكرة والمقدّم          | برنامج أسبوعي عبارة عن حلقة نقاش باللغة الفرنسية تناولت مواضيع سياسية وثقافية.مدّة الحلقة 52 دقيقة. | تلفزيون لبنان                  | 1992- 1995  |

## وثائقيات
| عنوان الوثائقي               | معلومات عنه | العام |
| موعد مع السيدة               | وثائقي عن مسيرة أيقونة الغناء "فيروز". | قريبًا |
| رحلة مؤسسة "تكريم"           | يروي هذا الفيلم الوثائقي رحلة مؤسسة "تكريم" خلال عقد من الزمن تمّ خلاله تكريم الابداع العربي وإلقاء الضوء على وجوه عربية.                                                                                                   | 2020  |
| باب السلام                   | وثائقي مع الملكة نور الحسين تروي حياتها مع الملك حسين وعلاقتها بالشعب الأردني وبأولاد زوجها وأولادهما معًا. كما تتحدّث عن السلام الذي ضاع، عن أحداث سياسية كانت شاهدة عليها، وعن معركة زوجها الأخيرة في مواجهة مرض السرطان.  | 2011  |
| إمبراطورية ألف               | وثائقي يؤرّخ لحياة رجل الأعمال اللبناني ألبير أبيلا، الذي أسّس ورئِسَ "أبيلا غروب"، أكبر مجموعة لصناعة الطعام في العالم. | 2010  |
| عميد الجمهورية               | مسيرة حياة السياسي اللبناني البارز ريمون إده، في هذا الوثائقي الذي يسطّر فصولًا من نضاله قبل وفاته في المنفى. | 2009  |
| الملك فاروق                  | يتألّف هذا الوثائقي الذي يؤرّخ لحياة الملك فاروق من ثلاثة أقسام: مقابلة مع ابنته البكر الأميرة فريال وأخرى مع نجله الأمير أحمد فؤاد وشريط وثائقي عن مسيرته منذ تسلّمه العرش، ظروف نفيه، حياته في المنفى ووفاته في ظروف غامضة. | 2008  |
| حارسة الاستقلال              | وثائقي عن علياء الصلح، الناشطة العربية والكاتبة الصحافية، كريمة رئيس مجلس الوزراء اللبناني الأول بعد استقلال لبنان الرئيس رياض الصلح.                                                                                      | 2008  |
| رفيق العمر                   | تمّ إعداد هذا الوثائقي في الذكرى الثانية لاستشهاد رئيس مجلس الوزراء اللبناني الأسبق رفيق الحريري، ويتضمّن لقاءات حصرية مع أفراد عائلته.                                                                                      | 2007  |
| بعلبك: خمسون عامًا من عمر وطن | وثائقي يستعرض ربع قرن من احتفاليات مهرجان بعلبك الدولي، تمّ إعداده في الذكرى السنوية الخمسين لتأسيسه عام 1956. | 2006  |

## وصلات خارجية
- الموقع الرسمي
- منصّة بيكوم